# When Cupid Caught a Thief
When Cupid Caught a Thief è un cortometraggio muto del 1915 diretto da Al Christie (con il nome Al E. Christie). Prodotto dalla Nestor e distribuito dall'Universal Film Manufacturing Company, aveva come interpreti Eddie Lyons, Victoria Forde e Lee Moran.

## Produzione
Il film - un cortometraggio di una bobina - fu prodotto dalla Nestor Film Company.

## Distribuzione
Distribuito dall'Universal Film Manufacturing Company, il film uscì nelle sale cinematografiche statunitensi il 19 gennaio 1915.